# Hagen, Raseborg
Hagen är ett naturskyddsområde i Raseborgs stad i Nyland. Området omfattar 28 hektar.
Tillsammans med Ramsholmen, Högholmen och Gåsören så bildar Hagen parkskogsområdet Hagen-Ramsholmen-Högholmen på 55 hektar, som tillhör utkanten av det mellaneuropeiska ekskogsområdet.
Hagens stränder är framförallt bevuxna av allund, medan tallen finns i riklig mängd högre uppåt land. Även eken är duktig på att breda ut sig, speciellt i torrare områden.

## Källhänvisningar
1. 1 2 3  ”Allmänt”. Arkiverad från originalet den 23 september 2015. https://web.archive.org/web/20150923234659/http://www.ekenas.fi/pages/SE/fritid/10000009_PIC0.pdf. Läst 4 augusti 2014.